# Liste der Monuments historiques in Rouilly-Sacey
Die Liste der Monuments historiques in Rouilly-Sacey führt die Monuments historiques in der französischen Gemeinde Rouilly-Sacey auf.

## Liste der Immobilien
| Bezeichnung       | Beschreibung           | Standort                            | Kennzeichnung | Schutzstatus | Datum | Bild           |
| ----------------- | ---------------------- | ----------------------------------- | ------------- | ------------ | ----- | -------------- |
| Kirche St-Gengoul | ab dem 12. Jahrhundert | Sacey, rue du Balcon du Parc (Lage) | PA00078210    | Inscrit      | 1975  | weitere Bilder |

## Liste der Objekte
| Bezeichnung                                             | Beschreibung                                                                   | Standort                                | Kennzeichnung | Schutzstatus | Datum | Bild           |
| ------------------------------------------------------- | ------------------------------------------------------------------------------ | --------------------------------------- | ------------- | ------------ | ----- | -------------- |
| Kirchenfenster                                          | aus dem 16. Jahrhundert                                                        | Rouilly, in der Kirche St-Martin (Lage) | PM10001800    | Classé       | 1894  |                |
| Skulptur Madonna mit Kind (1)                           | Kalkstein, farbig gefasst und vergoldet, Ende des 13. Jahrhunderts             | Sacey, in der Kirche St-Gengoul (Lage)  | PM10001808    | Classé       | 1908  |                |
| Skulptur einer Heiligen mit Börse                       | Kalkstein, farbig gefasst, 16. Jahrhundert                                     | Rouilly, in der Kirche St-Martin (Lage) | PM10001804    | Classé       | 1964  |                |
| Skulptur Heiliger Eligius                               | Kalkstein, farbig gefasst, 16. Jahrhundert                                     | Rouilly, in der Kirche St-Martin (Lage) | PM10004484    | Inscrit      | 1979  |                |
| Skulptur Madonna mit Kind (2)                           | Holz, farbig gefasst, 16. Jahrhundert                                          | Rouilly, in der Kirche St-Martin (Lage) | PM10001805    | Classé       | 1964  |                |
| Skulptur eines heiligen Märtyrers                       | Holz, farbig gefasst, 16. Jahrhundert                                          | Rouilly, in der Kirche St-Martin (Lage) | PM10001802    | Classé       | 1964  |                |
| Skulptur Heiliger Martin                                | Kalkstein, einfarbig gefasst, 16. Jahrhundert                                  | Rouilly, in der Kirche St-Martin (Lage) | PM10004481    | Inscrit      | 1979  |                |
| Skulpturengruppe Der heilige Martin teilt seinen Mantel | Kalkstein, farbig gefasst, 16. Jahrhundert                                     | Rouilly, in der Kirche St-Martin (Lage) | PM10001801    | Classé       | 1913  | weitere Bilder |
| Kirchenfenster                                          | aus dem 16. Jahrhundert; um 1930 verschwunden                                  | Sacey, in der Kirche St-Gengoul (Lage)  | PM10001809    | Classé       | 1913  |                |
| Reliquiar (1)                                           | Holz, farbig gefasst und vergoldet, Metall, zweite Hälfte des 18. Jahrhunderts | Rouilly, in der Kirche St-Martin (Lage) | PM10003241    | Classé       | 1975  |                |
| Reliquiar (2)                                           | Holz, farbig gefasst und vergoldet, Metall, 18. Jahrhundert                    | Rouilly, in der Kirche St-Martin (Lage) | PM10001810    | Classé       | 1975  |                |
| Skulptur Heiliger Gangolph                              | Kalkstein, farbig gefasst, bezeichnet 1533                                     | Sacey, in der Kirche St-Gengoul (Lage)  | PM10001807    | Classé       | 1908  | weitere Bilder |
| Skulptur Verkündigungsmadonna                           | Kalkstein, farbig gefasst, 16. Jahrhundert                                     | Rouilly, in der Kirche St-Martin (Lage) | PM10001803    | Classé       | 1964  |                |
| Taufbecken                                              | Kalkstein, bezeichnet 1760                                                     | Sacey, in der Kirche St-Gengoul (Lage)  | PM10004488    | Classé       | 1980  |                |
| Skulptur Sitzende Madonna mit Kind                      | Eichenholz, erste Hälfte des 13. Jahrhunderts                                  | Rouilly, in der Kirche St-Martin (Lage) | PM10001806    | Classé       | 1964  |                |
| Skulptur Madonna mit Kind (3)                           | Kalkstein, Ende des 14. Jahrhunderts                                           | Rouilly, in der Kirche St-Martin (Lage) | PM10001799    | Classé       | 1894  |                |